# 纳希切万最高议会
纳希切万自治共和国最高议会是阿塞拜疆纳希切万自治共和国的立法机关，成立于1990年，设于纳希切万。议会实行一院制。议会有45名议员，由直接选举产生。每届议会任期5年。现任（代理）议会主席是阿纳尔·易卜拉希莫夫。